# 托爾斯冰川
托爾斯冰川（英語：Towles Glacier），是南極洲的冰川，位於維多利亞地的博克格雷溫克海岸，最終在特賴貢海崖西北面注入塔克冰川，美國地質調查局根據測量和該國海軍的空中照片繪入地圖，現時由南極條約體系管理。